# Adolfo P. Castañares
Adolfo P. Castañares (1880-1919), químico mexicano.
Estudió farmacia en la Escuela Nacional de Medicina y en 1904 perfeccionó sus estudios en síntesis orgánica en Berlín, Alemania, representando a México en el Congreso de Química Aplicada en Roma y por encargo de la entonces Secretaría de Instrucción Pública y Bellas Artes (actual SEP) visitó los laboratorios de las distintas universidades europeas. Al regresar se incorporó como profesor de Química Orgánica en la Escuela Nacional de Medicina, cargo en el que se mantuvo hasta 1916.
En 1916 creó una comisión con el fin de trasladar la carrera de farmacia de la Facultad de Medicina (UNAM) a la Facultad de Química (UNAM) en Tacuba, logrando esto en enero de 1919 siendo rector José Natividad Macias
Fue director a la facultad de Química de 1918 hasta que falleció en 1919 . 